# Valmet L-70 Vinka
Il Valmet L-70 Vinka è un monomotore biposto da addestramento ad ala bassa sviluppato dall'azienda aeronautica finlandese Valmet negli anni settanta.
Caratterizzato dalla cabina di pilotaggio a due posti affiancati, il Vinka venne adottato dalla Suomen ilmavoimat, l'aeronautica militare finlandese, ed utilizzato nelle proprie scuole di volo nel ruolo di addestratore basico per la formazione dei nuovi piloti.

## Storia del progetto

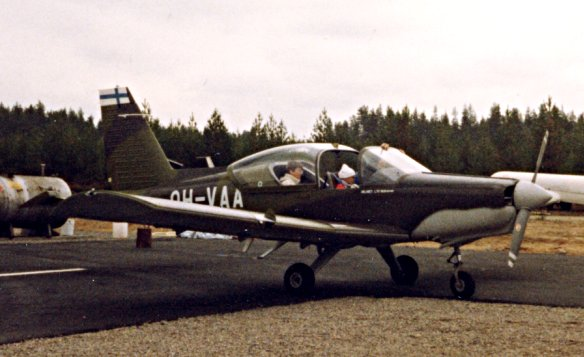
L'L-70 marche OH-VAA in sosta all'Aeroporto di Tampere-Teisko nel 1983.

Il progetto del trainer finlandese nacque nel 1970 col nome di Leko-70, in risposta ad una specifica della Suomen ilmavoimat in cui era richiesto un nuovo aereo leggero che sostituisse il Saab 91 Safir nel ruolo dell'addestramento basico. La Valmet presentò un monoplano ad ala bassa con carrello triciclo fisso a 2 posti affiancati sotto un grande tettuccio scorrevole all'indietro, con la predisposizione fino a 300 kg di armamento leggero in 4 attacchi subalari.
Il primo prototipo effettuò il primo volo il 1º luglio 1975, e subito dopo il nome fu cambiato in L-70 Miltrainer; l'aviazione militare finlandese ne ordinò 30 esemplari, consegnati fra il 1980 e il 1982; l'aeroplano fu rinominato L-70 Vinka.
La Valmet propose anche una versione del Vinka con un motore turboelica nota come L-80TP, caratterizzata da una carlinga di dimensioni leggermente aumentate, capace di accogliere 4 persone di equipaggio e con carrello retrattile. Da quest'ultimo modello in seguito è stato sviluppato l'L-90TP Redigo.
Nel 2017, la Blue Air Training di Las Vegas ha acquistato gli L-90 che ha potuto reperire e ne ha messi in servizio otto per il ruolo di "aggressor".
Il 31 agosto 2022, in occasione dell'ultimo volo, è stato comunicato che gli ultimi L-70 sono stati ritirati dopo 42 anni di servizio.

## Utilizzatori

### Civili
Stati Uniti
- Blue Air Training

Nel 2017 acquistati tutti gli L-90 reperibili, otto dei quali immessi in servizio per il ruolo di "aggressor".

### Militari
Finlandia
- Suomen ilmavoimat

30 L-70 Vinka consegnati a partire dal 1980 e ritirati dal servizio il 31 agosto 2022.

## Velivoli comparabili
Italia
- SIAI-Marchetti SF-260

 Svezia
- Saab Safari